# شیحه مصیاف
شیحه مصیاف (به عربی: شیحة مصیاف) یک روستا در سوریه است که در ناحیه مرکزی مصیاف واقع شده‌است. شیحه مصیاف ۱٬۱۰۱ نفر جمعیت دارد.